# Zhashkiv
Zhashkiv (em ucraniano:   Жашків) é uma cidade da Ucrânia, situada no Oblast de Tcherkássi. Tem 13,0 km² de área e sua população em 2020 foi estimada em 13.451 habitantes.